# Mauulo 1
Mauulo 1 ist ein Stadtteil der osttimoresischen Stadt Ainaro im Suco Ainaro (Verwaltungsamt Ainaro, Gemeinde Ainaro).

## Geographie und Einrichtungen
Mauulo 1 liegt im Süden der Stadt Ainaro und befindet sich im äußersten Norden der Aldeia Builico auf einer Meereshöhe von 757 m. Die Überlandstraße von Ainaro nach Cassa bildet die Hauptstraße des Viertels. Südlich schließt sich das Viertel Mauulo 2 an, der nördliche Nachbar ist der Stadtteil Maulore. Südwestlich befindet sich der Kilelo mit seinem Kilelo-Wasserfall, östlich fließt der Maumall. Es sind Nebenflüsse des Belulik.
In Mauulo 1 befindet sich die Grundschule Ceulau.